# Sarcophaga wyatti
Sarcophaga wyatti är en tvåvingeart som beskrevs av Nandi 1994. Sarcophaga wyatti ingår i släktet Sarcophaga och familjen köttflugor. Inga underarter finns listade i Catalogue of Life.